# Минак
Минак (англ. Minack, корн. Gwaryjy Minack) — театр под открытым небом, построенный на отвесной скале на берегу Атлантического океана. Свое название получил от корнского слова «meynek», означающего «каменное место». Театр находится в Англии, в деревне Порткарно в графстве Корнуолл, в 4 милях (6,4 км) от мыса Лендс-Энд. По версии издания «The Telegraph» Минак входит в список самых зрелищных театров мира.
Театральные сезоны проходят с мая по сентябрь. В остальное время года театр открыт для посещения.

## История
Театр был основан старшей сестрой известной писательницы Кэтрин Бурдекин — Ровеной Кейд.
В 1929 году на лужайке рядом с домом Ровены местная актёрская труппа сыграла пьесу Уильяма Шекспира «Сон в летнюю ночь», а на следующий год повторила свою постановку. Узнав, что актёры собираются ставить шекспировскую пьесу «Буря», Ровена предложила им перенести постановку в свой сад у моря — место идеально подходившее под естественные декорации. Вместе со своим садовником она соорудила сцену и сидячие места из подручных материалов. Сыгранная в 1932 году в естественных декорациях пьеса имела огромный успех. Вдохновленная этим событием, Ровена Кейд решила улучшать театр, работая в зимнее время вместе со своим садовником Билли Ролингсом (Billy Rawlings) и Чарльзом Энгоувом (Charles Angove).
В 1944 году театр был задействован в качестве места съемок фильма «История любви» («Love Story») режиссёра Лесли Арлиса (Leslie Arliss).
С 1976 года театр является благотворительным фондом (Charitable Trust) и управляется группой энтузиастов. Ровена Кейд умерла 26 марта 1983 года в возрасте 89 лет.
В настоящее время каждое лето в театре ставится около 20 спектаклей профессиональными труппами из Великобритании и США.